# Frei
Frei – norweskie miasto leżące na wyspie o tej samej nazwie, w gminie Kristiansund w regionie Møre og Romsdal.
Do 1 stycznia 2008 istniała gmina Frei, będąca 413. norweską gminą pod względem powierzchni.

## Demografia
Według danych z roku 2005 gminę zamieszkiwało 5301 osób. Gęstość zaludnienia wynosiła 81,4 os./km². Pod względem zaludnienia Frei zajmowała 184. miejsce wśród norweskich gmin.
| ludność stan na 1 stycznia 2005 |         |           |       |
|                                 | kobiety | mężczyźni | razem |
| osób                            | 2700    | 2601      | 5301  |
| %                               | 50,93%  | 49,07%    | 100%  |

| wykształcenie stan na 1 października 2004 |            |         |        |          |
|                                           | podstawowe | średnie | wyższe | nieznane |
| osób                                      | 794        | 2398    | 716    | 69       |
| %                                         | 19,96%     | 60,3%   | 18%    | 1,73%    |

## Edukacja
Według danych z 1 października 2004:
- liczba szkół podstawowych (norw. grunnskolar): 4
- liczba uczniów szkół podst.: 904

## Władze gminy
Według danych na rok 2005 administratorem gminy (norw. rådmann) jest Inge Martin Måløy, natomiast burmistrzem (norw. ordfører, d. borgermester) jest Maritta B Ohrstrand.